# Live Session EP (iTunes Exclusive) (Panic! at the Disco)
Live Session EP es el título de un EP de la banda norteamericana Panic! at the Disco. Fue lanzado el 13 de junio de 2006, y está disponible solamente como descarga digital de iTunes Music Store.

## Lista de canciones
1. I Write Sins Not Tragedies – 3:06
2. Lying Is the Most Fun a Girl Can Have without Taking Her Clothes Off – 3:09
3. But It's Better If You Do – 2:50

- Datos: Q59855888